# Aposites niger
Aposites niger là một loài bọ cánh cứng trong họ Cerambycidae.